# Elisabetta Cocciarettová
Elisabetta Cocciarettová (nepřechýleně: Cocciaretto, * 25. ledna 2001 Ancona) je italská profesionální tenistka. Ve své dosavadní kariéře na okruhu WTA Tour vyhrála jeden turnaj ve dvouhře. Čtyři singlové a jednu deblovou trofej vybojovala v sérii WTA 125. V rámci okruhu ITF získala šest titulů ve dvouhře a jeden ve čtyřhře.
Na žebříčku WTA byla ve dvouhře nejvýše klasifikována v srpnu 2023 na 29. místě a ve čtyřhře v lednu 2025 na 107. místě. Trénuje ji Fausto Scolari. Dříve spolupracovala s Antoniem di Paolem.
V italském týmu Billie Jean King Cupu debutovala v roce 2018 chietským utkáním 2. světové skupiny proti Španělsku, v němž za rozhodnutého stavu prohrála v páru s Jasmine Paoliniovou závěrečnou čtyřhru. Italky zvítězily 3:2 na zápasy. V roce 2024 byla členkou italského výběru, který na finálovém turnaji získal titul.  Do září 2025 v soutěži nastoupila k třinácti mezistátním utkáním s bilancí 5–4 ve dvouhře a 3–2 ve čtyřhře.
Itálii reprezentovala na Letních olympijských hrách 2024 v Paříži. Na úvod dvouhry podlehla Dianě Šnajderové.  Do čtyřhry nastoupila s  Luciou Bronzettiovou. Soutěž opustily v prvním kole po prohře s pozdějšími bronzovými medailistkami Cristinou Bucșovou a Sarou Sorribesovou Tormovou.

## Tenisová kariéra

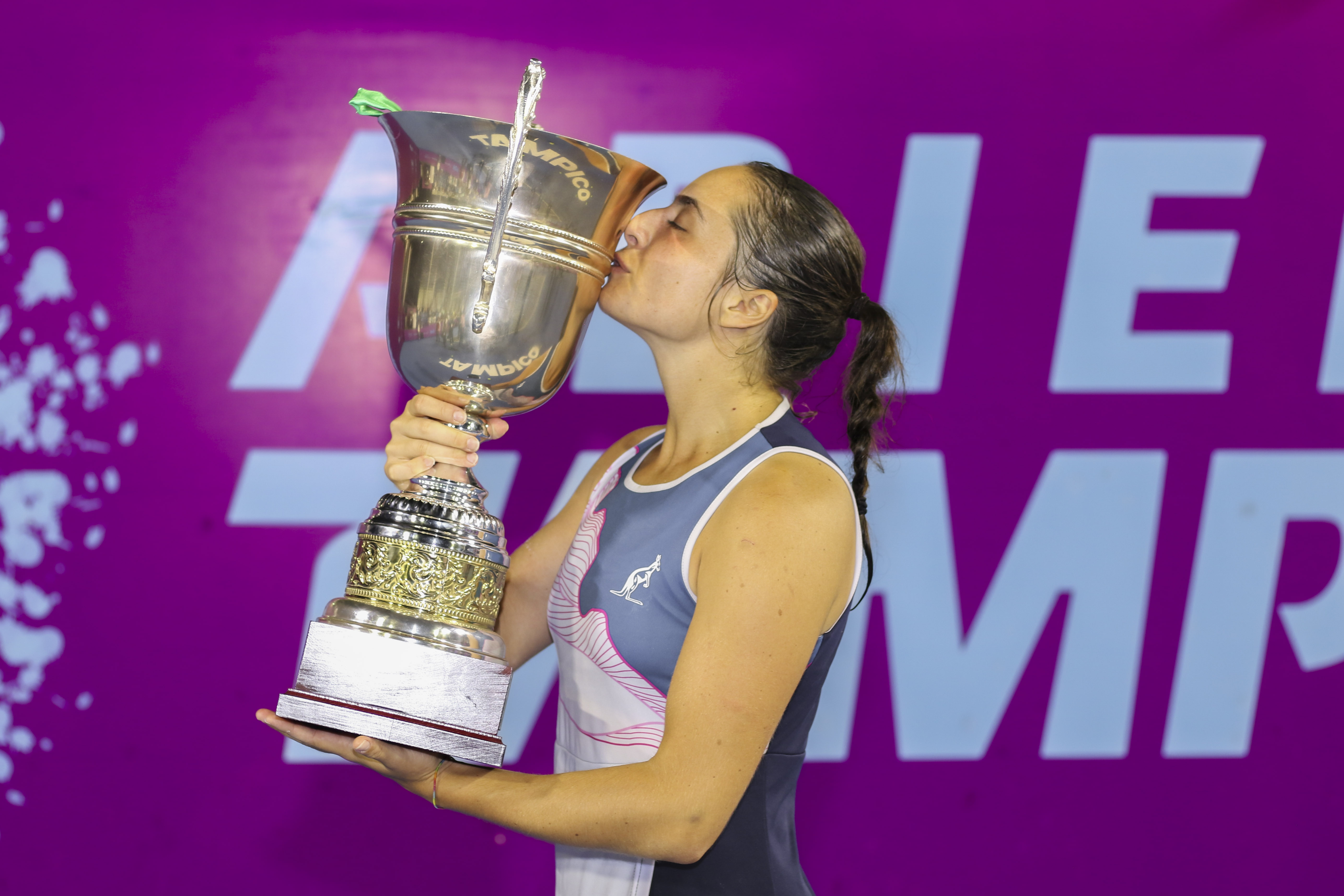
S první trofejí ze série WTA 125 na Tampico Open 2022

V rámci událostí okruhu ITF debutovala v říjnu 2017, když na turnaj v italské Pule s dotací 25 tisíc dolarů obdržela divokou kartu. Ve druhém kole podlehla čtvrté nasazené Mexičance Renatě Zarazúové z třetí světové stovky. Premiérový titul v této úrovni tenisu vybojovala během listopadu 2018 na valencijském turnaji v Nules s rozpočtem 15 tisíc dolarů. Na cestě za triumfem přehrála pět Španělek v řadě. Ve finále zdolala nejvýše nasazenou Cristinu Bucșovou, jíž patřila 328. příčka žebříčku.
Na okruhu WTA Tour debutovala v 18 letech jako členka osmé světové stovky římským Internazionali BNL d'Italia 2019, po udělení divoké karty. Na úvod podlehla ve formě hrající 17leté Američance Amandě Anisimovové z šesté desítky, která si o dva týdny později zahrála semifinále French Open. Na túře WTA podruhé startovala na Palermo Ladies Open 2019, kde ji v zahajovacím duelu vyřadila Slovenka Viktória Kužmová. Debut v hlavní soutěži nejvyšší grandslamové kategorie zaznamenala v ženském singlu Australian Open 2020 po zvládnuté tříkolové kvalifikaci, v níž na její raketě postupně dohrály Nizozemka Bibiane Schoofsová, Američanka Francesca Di Lorenzová a 132. hráčka žebříčku Tereza Martincová. V úvodním kole melbournské dvouhry však nenašla recept na německou světovou osmnáctku Angelique Kerberovou. 

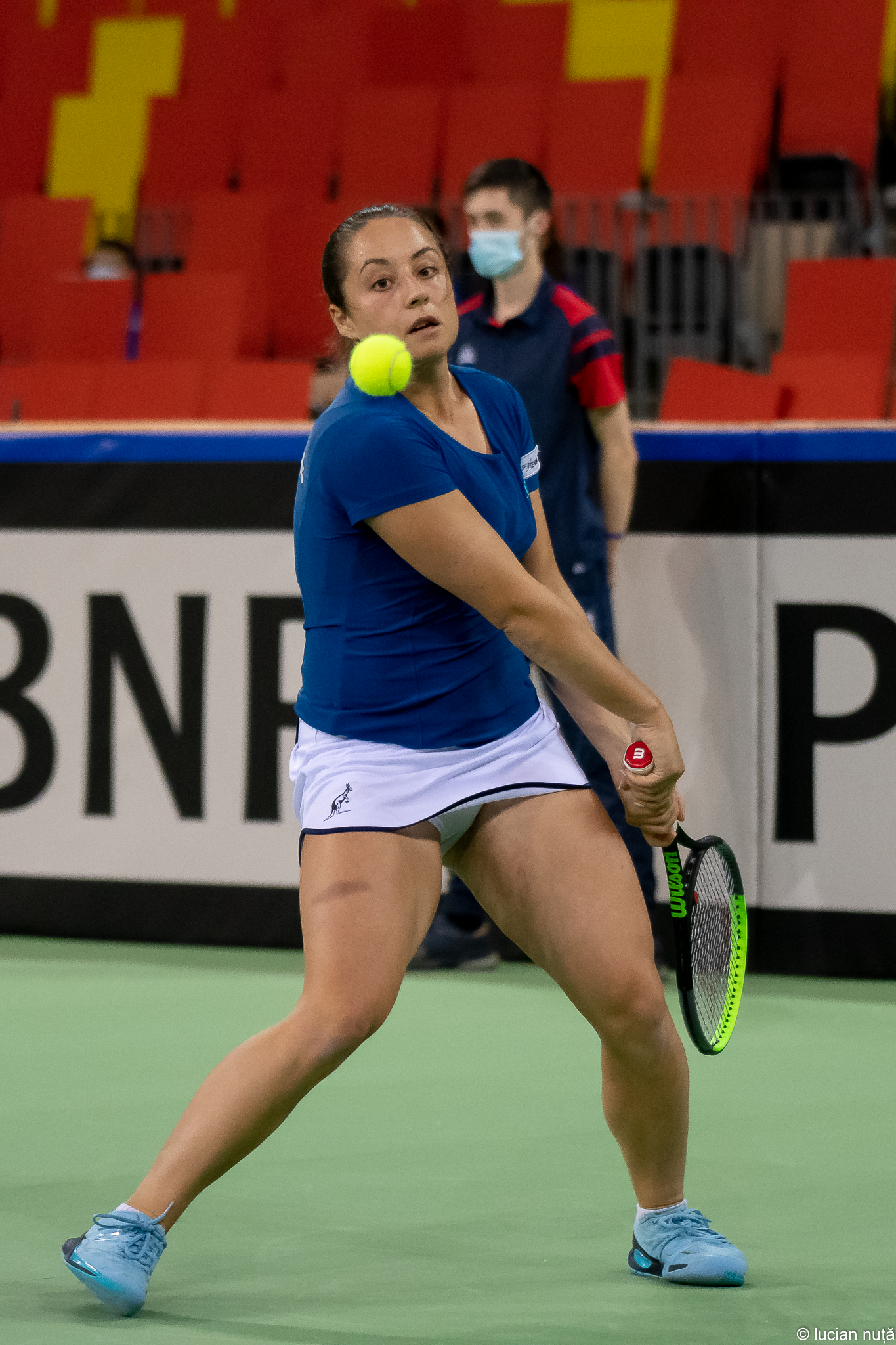
Bekhend ve světové baráži 2021 proti Rumunsku

První zápas na okruhu WTA Tour vyhrála po pětiměsíční koronavirové pauze na srpnovém Palermo Ladies Open 2020, kde si poradila s Polonou Hercogovou a dvacátou čtvrtou ženou klasifikace Donnou Vekićovou. Ve čtvrtfinále jí stopku vystavila estonská světová dvacítka Anett Kontaveitová. V palermské čtyřhře se po boku krajanky Martiny Trevisanové probojovala do premiérového finále na túře WTA. Po nezvládnutých koncovkách obou sad však Italky prohrály s nizozemsko-slovinským párem Arantxa Rusová a Tamara Zidanšeková. O týden později se probojovala do finále TK Sparta Prague Open 2020 ze série WTA 125K, náhradního turnaje pro 128 tenistek za zrušenou kvalifikaci US Open. Ve čtvrtfinále zdolala Annu Karolínu Schmiedlovou a do finále prošla přes Argentinku Nadiu Podorskou. Z boje o titul odešla poražena od 30leté Slovenky Kristíny Kučové, figurující na 173. příčce. Ve druhém kvalifikačním kole zářijového French Open 2020 pak hladce podlehla dánské teenagerce Klaře Tausonové.
Na melbournské grandslamové generálce Yarra Valley Classic 2021 zvládla první utkání proti Ču Lin, ale poté ji vyřadila světová šestka Karolína Plíšková. Druhý rok v řadě prošla melbournským kvalifikačním sítem do hlavní soutěže Australian Open 2021, kde dohrála na raketě Němky z třetí světové stovky Mony Barthelové. První kariérní semifinále si zahrála na guadalajarském Abierto Zapopan 2021, v němž podlehla Kanaďance Eugenii Bouchardové. První singlové finále na túře WTA si zahrála ve 21 letech na lednovém Hobart International 2023. Na úvod vyřadila třicátou čtvrtou hráčku žebříku Alizé Cornetovou, poté krajanku Jasmine Paoliniovou a světovou čtyřiačtyřicítku Bernardu Peraovou. V semifinále ji nezastavila bývalá šampionka australského grandslamu Sofia Keninová, ale v boji o titul nestačila na americkou kvalifikantku Lauren Davisovou z deváté desítky klasifikace. V úvodní sadě neproměnila dva setboly.

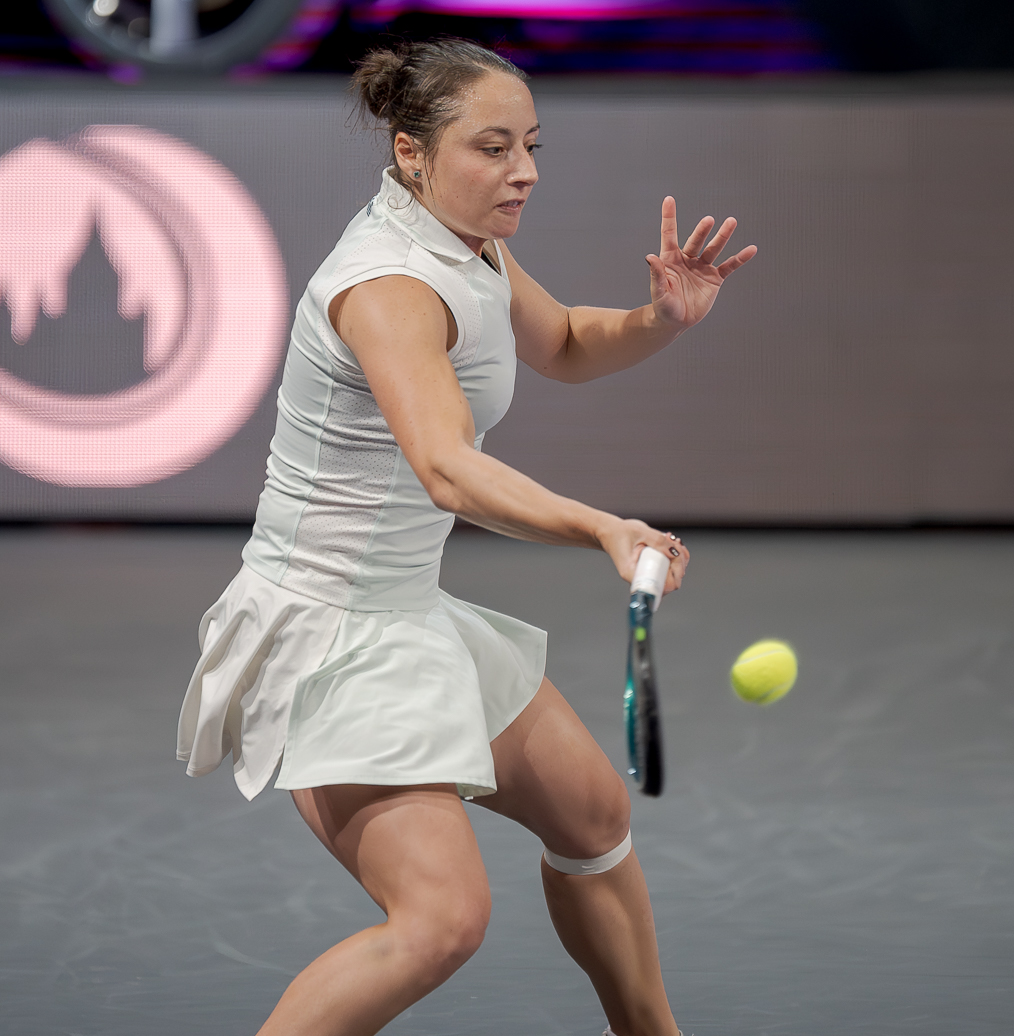
Forhend na Transylvania Open 2025

První turnaj vyhrála ve 22 letech, když ovládla antukový Ladies Open Lausanne 2023 z pozice nejvýše nasazené hráčky. V průběhu se dvakrát ocitla na prahu vyřazení, když mečbol odvrátila v prvním kole Naefové a v semifinále Bondárové. Stala se tak první hráčkou od Kužmové na Dubai Championships 2019, která na jediném turnaji vyhrála dva zápasy, v nichž čelila mečbolu. Ve finále zdolala Francouzku téhož věku Claru Burelovou po třísetovém průběhu. Bodový zisk ji posunul na nové kariérní maximum, 30. příčku žebříčku WTA.
Členku první světové desítky poprvé přehrála na French Open 2023, kde v úvodu vyřadila desátou v pořadí Petru Kvitovou. Podruhé pak opět na grandslamu, na londýnském Wimbledonu 2025. Časnou porážku přivodila třetí ženě klasifikace Jessice Pegulaové v 58minutovém duelu. Nezastavila ji ani Američanka Katie Volynetsová. Ve třetím kole vypadla až v supertiebreaku rozhodující sady s pozdější semifinalistkou Belindou Bencicovou, když v závěrečné sadě nevyužila náskok prolomeného podání. Druhý wimbledonský týden tak zavítala na båstadský Nordea Open 2025. Aktuální formu povrdila ziskem čtvrtého titulu v sérii WTA 125. Ve finále zdolala  Polku Katarzynu Kawaovou po dvousetovém průběhu. Po skončení se vrátila zpět do první světové stovky, když se 21. července 2025  posunula ze 116. na 76. místo žebříčku.

## Soukromý život
Narodila se roku 2001 v Anconě rodičům Jessice a Pierovi Cocciarettovým, kteří ji v šesti letech přivedli k tenisu. Školu absolvovala v Cecině na západním pobřeží Itálie. Bydlí ve Fermu, v němž trénuje. Má mladšího bratra Alessandra.

## Finále na okruhu WTA Tour
| Legenda                                      |
| -------------------------------------------- |
| D – dvouhra; Č – čtyřhra                     |
| Grand Slam (0)                               |
| Turnaj mistryň (0)                           |
| Premier Mandatory & Premier 5 / WTA 1000 (0) |
| Premier / WTA 500 (0)                        |
| International / WTA 250 (1–1 D; 0–1 Č)       |

### Dvouhra: 2 (1–1)
| Stav       | č. | datum             | turnaj              | kategorie | povrch | soupeřka ve finále | výsledek      |
| ---------- | -- | ----------------- | ------------------- | --------- | ------ | ------------------ | ------------- |
| Finalistka | 2. | 15. ledna 2023    | Hobart, Austrálie   | WTA 250   | tvrdý  | Lauren Davisová    | 6–7(0–7), 2–6 |
| Vítězka    | 1. | 30. července 2023 | Lausanne, Švýcarsko | WTA 250   | antuka | Clara Burelová     | 7–5, 4–6, 6–4 |

### Čtyřhra: 1 (0–1)
| Stav       | č. | datum         | turnaj          | kategorie     | povrch | spoluhráčka         | soupeřky ve finále                | výsledek |
| ---------- | -- | ------------- | --------------- | ------------- | ------ | ------------------- | --------------------------------- | -------- |
| Finalistka | 1. | 9. srpna 2020 | Palermo, Itálie | International | antuka | Martina Trevisanová | Arantxa Rusová Tamara Zidanšeková | 5–7, 5–7 |

## Finále série WTA 125
| Legenda                  |
| ------------------------ |
| D – dvouhra; Č – čtyřhra |
| WTA 125 (4–2 D; 1–0 Č)   |

### Dvouhra: 6 (4–2)
| Stav       | č. | datum         | turnaj                    | povrch | soupeřka ve finále | výsledek           |
| ---------- | -- | ------------- | ------------------------- | ------ | ------------------ | ------------------ |
| Finalistka | 1. | září 2020     | Praha, Česko              | antuka | Kristína Kučová    | 4–6, 3–6           |
| Finalistka | 2. | červen 2022   | Makarska, Chorvatsko      | antuka | Jule Niemeierová   | 5–7, 1–6           |
| Vítězka    | 1. | říjen 2022    | Tampico, Mexiko           | tvrdý  | Magda Linetteová   | 7–6(7–5), 4–6, 6–1 |
| Vítězka    | 2. | duben 2023    | San Luis Potosí, Mexiko   | antuka | Sara Erraniová     | 5–7, 6–4, 7–5      |
| Vítězka    | 3. | březen 2024   | Charleston, Spojené státy | tvrdý  | Diana Šnajderová   | 6–3, 6–2           |
| Vítězka    | 4. | červenec 2025 | Båstad, Švédsko           | antuka | Katarzyna Kawaová  | 6–3, 6–4           |

### Čtyřhra: 1 (1–0)
| Stav    | č. | datum     | turnaj       | povrch | spoluhráčka       | soupeřky ve finále            | výsledek |
| ------- | -- | --------- | ------------ | ------ | ----------------- | ----------------------------- | -------- |
| Vítězka | 1. | září 2022 | Bari, Itálie | antuka | Olga Danilovićová | Andrea Gámizová Eva Vedderová | 6–2, 6–3 |

## Tituly na okruhu ITF
| Turnaje okruhu ITF | Turnaje okruhu ITF |
| ------------------ | ------------------ |
| Turnaje W100       | Turnaje W80        |
| Turnaje W75/W60    | Turnaje W50        |
| Turnaje W35/W25    | Turnaje W15/W10    |

### Dvouhra (6 titulů)
| Č. | datum         | turnaj              | kategorie | povrch | poražená finalistka | výsledek           |
| -- | ------------- | ------------------- | --------- | ------ | ------------------- | ------------------ |
| 1. | listopad 2018 | Nules, Španělsko    | W15       | antuka | Cristina Bucșová    | 6–2, 7–6(7–2)      |
| 2. | září 2019     | Terst, Itálie       | W25       | antuka | Susan Bandecchiová  | 6–3, 6–1           |
| 3. | listopad 2019 | Asunción, Paraguay  | W60       | antuka | Sara Erraniová      | 6–1, 4–6, 6–0      |
| 4. | listopad 2019 | Colina, Chile       | W60       | antuka | Victoria Bosiová    | 6–3, 6–4           |
| 5. | duben 2022    | Oeiras, Portugalsko | W80       | antuka | Viktorija Tomovová  | 7–6(7–5), 2–6, 7–5 |
| 6. | květen 2022   | Grado, Itálie       | W60       | antuka | Ylena In-Albonová   | 6–2, 6–2           |

### Čtyřhra (1 titul)
| Č. | datum       | turnaj      | kategorie | povrch | spoluhráčka         | poražené finalistky                        | výsledek |
| -- | ----------- | ----------- | --------- | ------ | ------------------- | ------------------------------------------ | -------- |
| 1. | červen 2019 | Řím, Itálie | W60       | antuka | Nicoleta Dascăluová | Carolina Meligeni Alvesová Elena Bogdanová | 6–1, 6–4 |

## Finále soutěží družstev: 2 (1–1)
| Výsledek   | č. | datum a místo konání                                                                              | spoluhráčky                                                                                       | soupeřky                                                                                           | skóre |
| ---------- | -- | ------------------------------------------------------------------------------------------------- | ------------------------------------------------------------------------------------------------- | -------------------------------------------------------------------------------------------------- | ----- |
| Finalistka | 1. | Billie Jean King Cup 2023 12. listopadu 2023 Sevilla, Španělsko tvrdý (hala), Estadio La Cartuja  | Jasmine Paoliniová Martina Trevisanová Lucia Bronzettiová Lucrezia Stefaniniová                   | Kanada                                                                                             | 0–2   |
| Finalistka | 1. | Billie Jean King Cup 2023 12. listopadu 2023 Sevilla, Španělsko tvrdý (hala), Estadio La Cartuja  | Jasmine Paoliniová Martina Trevisanová Lucia Bronzettiová Lucrezia Stefaniniová                   | Leylah Fernandezová Rebecca Marinová Eugenie Bouchardová Marina Stakusicová Gabriela Dabrowská     | 0–2   |
| Vítězka    | 1. | Billie Jean King Cup 2024 20. listopadu 2024 Malaga, Španělsko tvrdý (hala), Martin Carpena Arena | Jasmine Paoliniová Elisabetta Cocciarettová Lucia Bronzettiová Sara Erraniová Martina Trevisanová | Slovensko                                                                                          | 2–0   |
| Vítězka    | 1. | Billie Jean King Cup 2024 20. listopadu 2024 Malaga, Španělsko tvrdý (hala), Martin Carpena Arena | Jasmine Paoliniová Elisabetta Cocciarettová Lucia Bronzettiová Sara Erraniová Martina Trevisanová | Rebecca Šramková Anna Karolína Schmiedlová Viktória Hrunčáková Renáta Jamrichová Tereza Mihalíková | 2–0   |